# Grobbfjärden
Grobbfjärden är en fjärd i Finland. Den ligger i landskapet Nyland, i den södra delen av landet, 80 km väster om huvudstaden Helsingfors.
Grobbfjärden ligger mellan Degerölandet i norr och Torsö, Raseborg och Skärlandet i söder. Grobbfjärden är en del av den inre leden från Lappvik i Hangö till Barösund.